# Portugalsko predsedovanje Svetu Evropske unije 2021
Portugalsko predsedovanje Svetu Evropske unije 2021 (PPUE2021) je četrto portugalsko predsedovanje Svetu, ki je potekalo med 1. januarjem in 30. junijem 2021. Prvič je predsedovala od 1. januarja do 30. junija 1992.
Portugalska je skupaj z Nemčijo in Slovenijo del 10. tria predsedovanja. Ta trojka je prva v drugem ciklu predsedovanja.

## Trio predsedovanja
| Trio | Država članica | Izraz                             |
| ---- | -------------- | --------------------------------- |
| 9.   | Hrvaška        | 1. januar 2020 - 30. junij 2020   |
| 10.  | Nemčija        | 1. julij 2020 - 31. december 2020 |
| 10.  | Portugalska    | 1. januar 2021 - 30. junij 2021   |
| 10.  | Slovenija      | 1. julij 2021 - 31. december 2021 |
| 11.  | Francija       | 1. januar 2022 - 30. junij 2022   |

## Politične prioritete
- Spodbujanje okrevanja Evrope, predvsem podnebnega in digitalnega prehoda
- Izvajanje socialnega stebra Evropske unije kot ključnega elementa za zagotovitev poštenega in vključujočega podnebnega in digitalnega prehoda
- Krepitev strateške avtonomije Evrope, ki pa se ohranja odprta za svet

## Vodstvo države
- Predsednik republike: Marcelo Rebelo de Sousa
- Predsednik vlade: António Costa
- Predsednik skupščine republike: Eduardo Ferro Rodrigues

## Stalno predstavništvo pri EU
| Funkcija                                          | Ime (trenutni nosilci funkcije)          |
| ------------------------------------------------- | ---------------------------------------- |
| Stalni predstavnik Vodja Coreperja II             | Veleposlanik Nuno Brito                  |
| Namestnik stalnega predstavnika Vodja Coreperja I | Veleposlanik Pedro Lourtie               |
| Predstavnik v političnem in varnostnem odboru     | Veleposlanik José Fernando Costa Pereira |
| Antici Coreper II                                 | Pedro Pinto                              |
| Mertens Coreper I                                 | Mónica Lisboa                            |
| Nicolaidis Politični in varnostni odbor           | Vera Ávila                               |
| Vir:                                              |                                          |